# Трибунский, Алексей Евстафьевич
Алексей Евстафьевич Трибунский (25 марта 1900 — 20 марта 1958) — стрелок 132-го гвардейского стрелкового полка 42-й гвардейской дивизии 40-й армии Воронежского фронта, гвардии красноармеец. Герой Советского Союза.

## Биография
Родился 25 марта 1900 года в селе Бачевск ныне Глуховского района Сумской области в семье крестьянина. Русский. Окончил 4 класса. После победы Великого Октября ушёл в Красную Армию. Защищал Советскую власть от кайзеровских войск и белогвардейцев. Когда закончилась гражданская война, возвратился в родное село. Работал в колхозе.
В Красной Армии с 1941 года. Участник Великой Отечественной войны с июля 1943 года. Сражался на Воронежском и 1-м Украинском фронтах. Был трижды ранен.
Стрелок 132-го гвардейского стрелкового полка гвардии красноармеец А. Е. Трибунский в числе первых форсировал Днепр в ночь на 24 сентября 1943 года в районе села Гребени Кагарлыкского района Киевской области, ворвался в траншею противника, уничтожил несколько гитлеровцев. Группа закрепилась на захваченном рубеже, отразила все контратаки врага.
Указом Президиума Верховного Совета СССР от 29 октября 1943 года за мужество и отвагу, проявленные в боях за Днепр, гвардии красноармейцу Трибунскому Алексею Евстафьевичу присвоено звание Героя Советского Союза.
В январе 1944 года А. Е. Трибунский демобилизован по ранению. Жил в селе Слоут Глуховского района. Работал в Глуховском леспромхозе, потом с 1947 года в Слоутском лесничестве и в колхозе. Но раны давали о себе знать. Скончался 20 марта 1958 года после длительной болезни. Похоронен на кладбище в селе Слоут.
Он так и не узнал о том, что стал кавалером Золотой Звезды. В 1967 году Грамота Президиума Верховного Совета СССР о присвоении А. Е. Трибунскому звания Героя Советского Союза была вручена на сохранение его родным.
Награждён орденом Ленина.
Именем Героя названа улица в селе Слоут. В Сумском областном и Глуховском районном краеведческих музеях собраны материалы, повествующие о его подвиге.